# Arlebosc
Arlebosc est une commune française, située dans le département de l'Ardèche en région Auvergne-Rhône-Alpes.

## Géographie

### Situation et description
Arlebosc, petit village à l'aspect essentiellement rural, est situé à 12 km de Lamastre et à 12 km de Saint-Félicien.

### Communes limitrophes
| Saint-Félicien | Bozas      |                |
|                | Arlebosc   | Boucieu-le-Roi |
| Empurany       | Le Crestet |                |

### Climat
Pour des articles plus généraux, voir Climat d'Auvergne-Rhône-Alpes et Climat de l'Ardèche.
En 2010, le climat de la commune est de type climat méditerranéen altéré, selon une étude du CNRS s'appuyant sur une série de données couvrant la période 1971-2000. En 2020, Météo-France publie une typologie des climats de la France métropolitaine dans laquelle la commune est dans une zone de transition entre le climat de montagne et le climat méditerranéen et est dans une zone de transition entre les régions climatiques « Moyenne vallée du Rhône » et « Sud-est du Massif Central ».
Pour la période 1971-2000, la température annuelle moyenne est de 11,6 °C, avec une amplitude thermique annuelle de 17,3 °C. Le cumul annuel moyen de précipitations est de 1 010 mm, avec 7,7 jours de précipitations en janvier et 5,6 jours en juillet. Pour la période 1991-2020, la température moyenne annuelle observée sur la station météorologique de Météo-France la plus proche, « Colombier Jeune Rad », sur la commune de Colombier-le-Jeune à 5 km à vol d'oiseau, est de 11,6 °C et le cumul annuel moyen de précipitations est de 965,0 mm,. Pour l'avenir, les paramètres climatiques de la commune estimés pour 2050 selon différents scénarios d'émission de gaz à effet de serre sont consultables sur un site dédié publié par Météo-France en novembre 2022.

### Hydrographie
Le territoire communal est bordé dans sa partie mérdionale par le Doux, un affluent de la rive droite du Rhône. Long de 69,8 km, cette rivière conflue avec ce grand fleuve à Tournon-sur-Rhône.

## Urbanisme

### Typologie
Au 1er janvier 2024, Arlebosc est catégorisée commune rurale à habitat très dispersé, selon la nouvelle grille communale de densité à 7 niveaux définie par l'Insee en 2022.
Elle est située hors unité urbaine et hors attraction des villes,.

### Occupation des sols
L'occupation des sols de la commune, telle qu'elle ressort de la base de données européenne d’occupation biophysique des sols Corine Land Cover (CLC), est marquée par l'importance des territoires agricoles (50,5 % en 2018), une proportion sensiblement équivalente à celle de 1990 (50,6 %). La répartition détaillée en 2018 est la suivante : 
forêts (48,7 %), prairies (30,5 %), zones agricoles hétérogènes (20,1 %), milieux à végétation arbustive et/ou herbacée (0,8 %).
L'évolution de l’occupation des sols de la commune et de ses infrastructures peut être observée sur les différentes représentations cartographiques du territoire : la carte de Cassini (XVIIIe siècle), la carte d'état-major (1820-1866) et les cartes ou photos aériennes de l'IGN pour la période actuelle (1950 à aujourd'hui).

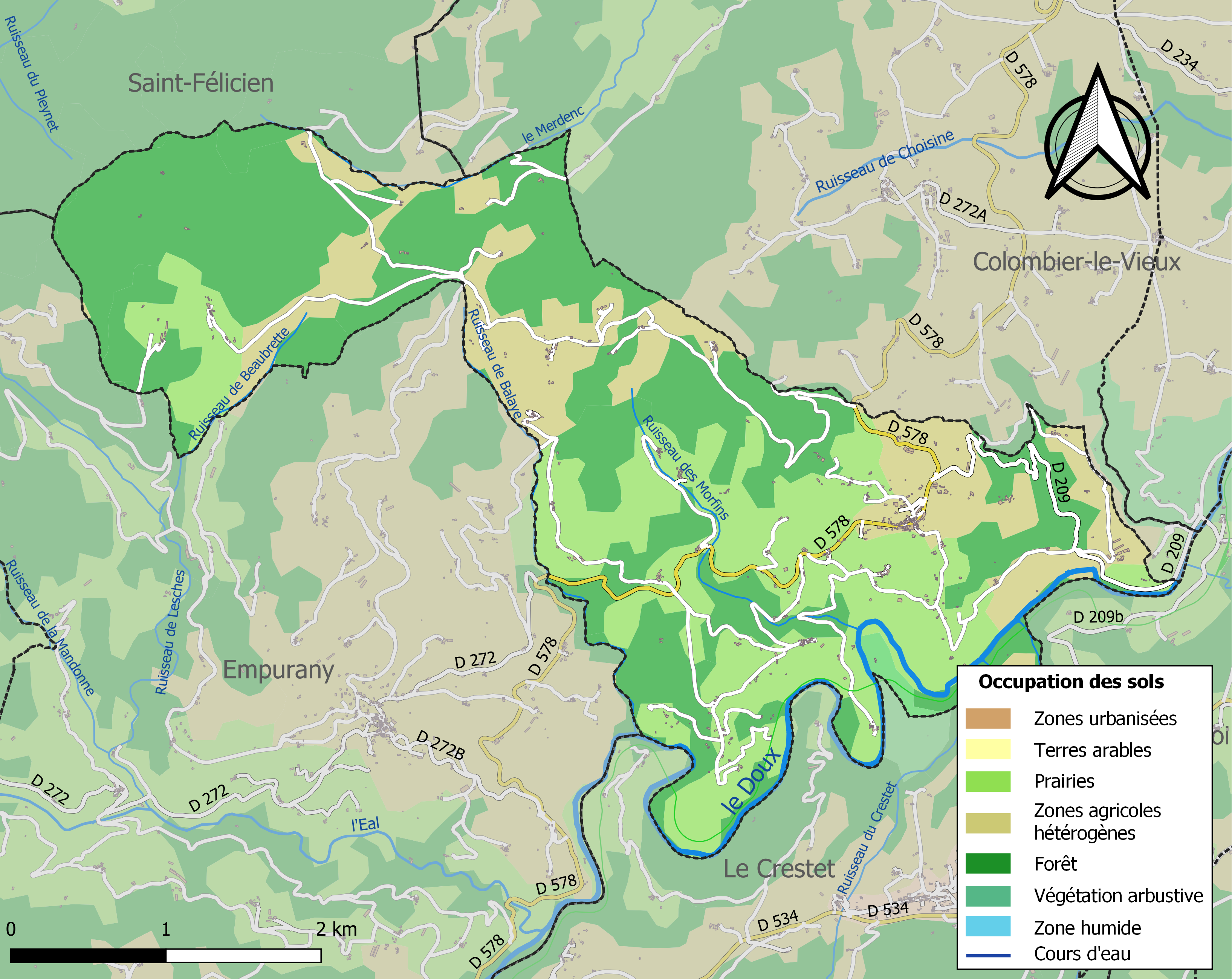
Carte des infrastructures et de l'occupation des sols de la commune en 2018 (CLC).

## Toponymie
Une légende attribue le nom de la commune, à l'un des seigneurs : Bozon d'Arles.
En réalité, il s'agit d'un nom en -bosc, attesté sous la forme occitane Arlabosc dès 912 et latinisée en Allabosco au XIVe siècle.
Ernest Nègre explique le premier élément par une forme de l'occitan airèla « airelle, myrtille », d'où la signification globale de « bois aux airelles ».
Le français régional airelle est un emprunt supposé à l'occitan du Massif Central ou des Alpes, éirèla (aussi airelo). Le provençal a aussi aire pour airelle, tous issus du latin ater « noir ».

## Politique et administration

### Liste des maires
| Période                                  | Période                   | Identité            | Étiquette | Qualité                                 |
| ---------------------------------------- | ------------------------- | ------------------- | --------- | --------------------------------------- |
| Les données manquantes sont à compléter. |                           |                     |           |                                         |
| 1848                                     | 1853                      | Auguste de Chazotte |           |                                         |
| 1853                                     | 1876                      | Jean Henri Manoha   |           |                                         |
| 1876                                     | 1888                      | Prosper Banchet     |           |                                         |
| 1888                                     | 1910                      | Félix Bertrand      |           |                                         |
| 1910                                     | 1930                      | Prosper Banchet     |           |                                         |
| 1930                                     | 1937                      | Henri Dumond        |           |                                         |
| 1937                                     | 1940                      | Firmin Banchet      |           |                                         |
| 1940                                     | 1943                      | Henri de Chazotte   |           |                                         |
| 1943                                     | 1944                      | Marius Sarzier      |           |                                         |
| 1944                                     | 1945                      | Georges Olagnon     |           | Président du Comité Local de Libération |
| 1945                                     | 1954                      | Marius Sarzier      |           |                                         |
| 1954                                     | 1977                      | André Banchet       |           |                                         |
| 1977                                     | 1989                      | Michel Vert         |           |                                         |
| 1989                                     | 2008                      | Jean Claude Deloche |           |                                         |
| 2008                                     | 2020                      | Jean-Paul Agier     | DVD       | Agriculteur                             |
| 2020                                     | En cours (au 6 août 2020) | Michel Gay          | DVD       | Agriculteur                             |

## Population et société

### Démographie

#### Évolution démographique
L'évolution du nombre d'habitants est connue à travers les recensements de la population effectués dans la commune depuis 1793. Pour les communes de moins de 10 000 habitants, une enquête de recensement portant sur toute la population est réalisée tous les cinq ans, les populations de référence des années intermédiaires étant quant à elles estimées par interpolation ou extrapolation. Pour la commune, le premier recensement exhaustif entrant dans le cadre du nouveau dispositif a été réalisé en 2007.

En 2022, la commune comptait 361 habitants, en évolution de +9,39 % par rapport à 2016 (Ardèche : +2,48 %, France hors Mayotte : +2,11 %).
| 1793  | 1800 | 1806 | 1821 | 1831 | 1836  | 1841  | 1846  | 1851 |
| ----- | ---- | ---- | ---- | ---- | ----- | ----- | ----- | ---- |
| 1 000 | 784  | 950  | 971  | 926  | 1 035 | 1 015 | 1 020 | 989  |

| 1856  | 1861  | 1866  | 1872  | 1876  | 1881  | 1886  | 1891  | 1896  |
| ----- | ----- | ----- | ----- | ----- | ----- | ----- | ----- | ----- |
| 1 042 | 1 044 | 1 050 | 1 098 | 1 103 | 1 080 | 1 074 | 1 141 | 1 033 |

| 1901 | 1906  | 1911 | 1921 | 1926 | 1931 | 1936 | 1946 | 1954 |
| ---- | ----- | ---- | ---- | ---- | ---- | ---- | ---- | ---- |
| 986  | 1 010 | 896  | 804  | 739  | 690  | 668  | 614  | 534  |

| 1962 | 1968 | 1975 | 1982 | 1990 | 1999 | 2006 | 2007 | 2012 |
| ---- | ---- | ---- | ---- | ---- | ---- | ---- | ---- | ---- |
| 501  | 479  | 433  | 378  | 360  | 321  | 342  | 345  | 336  |

| 2017 | 2022 | - | - | - | - | - | - | - |
| ---- | ---- | - | - | - | - | - | - | - |
| 331  | 361  | - | - | - | - | - | - | - |

#### Pyramide des âges
En 2021, le taux de personnes d'un âge inférieur à 30 ans s'élève à 23,2 %, soit en dessous de la moyenne départementale (29,7 %). À l'inverse, le taux de personnes d'âge supérieur à 60 ans est de 45,6 % la même année, alors qu'il est de 32,8 % au niveau départemental.
En 2021, la commune comptait 166 hommes pour 176 femmes, soit un taux de 51,46 % de femmes, légèrement supérieur au taux départemental (51,22 %).
Les pyramides des âges de la commune et du département s'établissent comme suit :
| Hommes | Classe d’âge | Femmes |
| ------ | ------------ | ------ |
| 0,6    | 90 ou +      | 3,4    |
| 11,7   | 75-89 ans    | 11,4   |
| 32,9   | 60-74 ans    | 31,2   |
| 15,9   | 45-59 ans    | 17,1   |
| 14,5   | 30-44 ans    | 15,0   |
| 9,8    | 15-29 ans    | 8,2    |
| 14,6   | 0-14 ans     | 13,7   |

| Hommes | Classe d’âge | Femmes |
| ------ | ------------ | ------ |
| 1      | 90 ou +      | 2,5    |
| 9      | 75-89 ans    | 11,4   |
| 20,8   | 60-74 ans    | 21,1   |
| 21,2   | 45-59 ans    | 20,3   |
| 16,9   | 30-44 ans    | 16,5   |
| 14,2   | 15-29 ans    | 12,6   |
| 17     | 0-14 ans     | 15,6   |

### Enseignement
La commune est rattachée à l'académie de Grenoble.

### Cultes
La communauté catholique et l'église paroissiale du Saint-Sacrement (propriété de la commune) dépendent de la paroisse  « Saint Basile Entre Doux et Dunière » dont la maison paroissiale, située à Lamastre, est rattachée au diocèse de Viviers.

## Culture locale et patrimoine

### Lieux et monuments
Arlebosc comporte trois châteaux et une église à découvrir :  
- le château de Malgaray ;
- le château des Romaneaux ;
- le château de Chazotte du XVIIe siècle ;
- l'église du Saint-Sacrement d'Arlebosc du XIXe siècle ;
- la chapelle Saint-Just d'Arlebosc.

### Personnalités liées à la commune
- Myriam Gagnaire présentatrice à France 3 et TV5 monde sur "Côté jardins" résidente de la commune et directrice artistique de La Compagnie du Chat qui louche. Une association culturelle dont le siège social se trouve sur Arlebosc et qui rayonne sur le département de l'Ardèche au travers de différentes actions culturelles et éducatives en lien avec les collectivités territoriales.

### Héraldique
|  | Arlebosc possède des armoiries dont l'origine et le blasonnement exact ne sont pas disponibles. |